# Eduardo Noriega (attore spagnolo)
Eduardo Noriega Gómez (Santander, 1º agosto 1973) è un attore spagnolo.

## Biografia
Noriega nasce a Santander, nella Cantabria, il 1º agosto del 1973 da padre messicano, morto quando aveva solamente un anno d'età, e da madre spagnola. Più giovane di sette fratelli, Noriega è inizialmente interessato alla musica, tanto da studiare solfeggio e pianoforte al conservatorio, ma in seguito si appassiona alla recitazione, decidendo di trasferirsi a Madrid per frequentare la Scuola Superiore Reale di Arte Drammatica.
Durante gli studi fa la conoscenza di Alejandro Amenábar e Mateo Gil. Debutta nel 1995 nel film interpretato da Jordi Mollà Historias del Kronen e nel cortometraggio Luna di Amenábar. Conosce il successo nel 1996 grazie al thriller di Alejandro Amenábar, Tesis, l'anno seguente è protagonista assoluto di un altro successo cinematografico, Apri gli occhi con Penélope Cruz, ruolo per il quale riceve una nomination ai Goya e ruolo che nel 2001 è stato reinterpretato da Tom Cruise nel remake hollywoodiano del film, Vanilla Sky.
Nel 2000 affronta un ruolo complicato nel film argentino Plata quemada, dove al fianco di Leonardo Sbaraglia interpreta un rapinatore omosessuale, ruolo che gli vale una nomination ai Fotogrammi d'argento. Nel 2001 lavora nel film di Guillermo del Toro La spina del diavolo, ambientato in un orfanotrofio durante gli ultimi anni della guerra civile spagnola. In seguito recita con Anna Mouglalis e Paz Vega in Novo del 2002; interpreta inoltre Che Guevara in un film del 2005. Nel 2006 recita in Il destino di un guerriero con Viggo Mortensen, grazie al quale inizia ad essere notato da Hollywood; prende infatti parte ai film Transsiberian e Prospettive di un delitto nel 2008. Nel 2013 prende parte al film The Last Stand - L'ultima sfida, pellicola che segna il ritorno sulle scene da protagonista di Arnold Schwarzenegger e in cui Noriega interpreta il villain principale.

## Filmografia parziale

### Cinema
- Gaby - Una storia vera (Gaby: A True Story), regia di Luis Mandoki (1987)
- Tesis, regia di Alejandro Amenábar (1996)
- Cuestión de suerte, regia di Rafael Monleòn (1996)
- Apri gli occhi (Abre los ojos), regia di Alejandro Amenábar (1997)
- Cha-cha-chà, regia di Antonio del Real (1998)
- Plata quemada, regia di Marcelo Piñeyro (2000)
- La spina del diavolo (El espinazo del diablo), regia di Guillermo del Toro (2001)
- Guerreros, regia di Daniel Calparsoro (2002)
- Novo, regia di Jean-Pierre Limosin (2002)
- Che Guevara, regia di Josh Evans (2005)
- Il destino di un guerriero (Alatriste), regia di Agustín Díaz Yanes (2006)
- Canciones de Amor en Lolita's club regia di Vicente Aranda (2007)
- Transsiberian, regia di Brad Anderson (2008)
- Prospettive di un delitto (Vantage Point), regia di Pete Travis (2008)
- Blackthorn - La vera storia di Butch Cassidy (Blackthorn), regia di Mateo Gil (2011)
- Una pistola en cada mano, regia di Cesc Gay (2012)
- The Last Stand - L'ultima sfida (The Last Stand), regia di Kim Ji-woon (2013)
- Sweetwater - Dolce vendetta (Sweetwater) , regia di Logan Miller e Noah Miller (2013)
- La bella e la bestia (La belle & la bête), regia di Christophe Gans (2014)
- I nostri amanti (Nuestros amantes), regia di Miguel Ángel Lamata (2016)
- Perfectos desconocidos, regia di Álex de la Iglesia (2017)
- Il prezzo dell'arte (Les Traducteurs) regia di Régis Roinsard (2019)
- Sposa in rosso, regia di Gianni Costantino (2022)
- In the Fire, regia di Conor Allyn (2023)

### Televisione
- H - Helena (Hache) - serie TV, 14 episodi (2019-2021)
- Inés dell'anima mia (Inés del alma mía) – serie TV (2020)

## Doppiatori italiani
Nelle versioni in italiano dei suoi film, Eduardo Noriega è stato doppiato da:
- Francesco Pezzulli in La spina del diavolo, Inés dell'anima mia
- Vittorio De Angelis in Tesis
- Patrizio Prata in Omicidi - Unità Speciale
- Massimo De Ambrosis in Apri gli occhi
- Gaetano Varcasia in Il destino di un cavaliere
- Luca Ward in The Last Stand - L'ultima sfida
- Franco Mannella in La bella e la bestia
- David Chevalier in I nostri amanti
- Stefano Thermes in In the Fire